# Zsendovics József
Zsendovics József (Nagykér (Abaúj megye), 1831. június 17. – Eger, 1893. március 4.) prépost-kanonok.

## Élete
1855-ben áldozópappá szentelték. Négy hónapnyi káplánoskodás után Bartakovics érsek maga mellé vette, akinek egyházmegyéje kormányzásában nagy segítségére volt. Főpásztora 1872-ben kanonoknak nevezte ki, majd Szent Erzsébetről nevezett szepesváraljai prépost lett. Részt vett Eger kulturális mozgalmaiban, egyházmegyei tanfelügyelő, 1876–tól 1889-ig az egri tanítóképző igazgatója és az egyházmegyei irodalmi egylet elnöke és pályadíjainak kitűzője is volt. Nagyon sokat áldozott jótékony célokra, legtöbbet, 10 000 forintot az egri angolkisasszonyoknak adományozott egy óvóképző felállítására.
Cikkei: Bartakovics emlékkönyv 1865. (Foglár György s az egri jogiskola). Magyar orvosok és természetvizsgálók munkálatai (1869. Eger városa tudományos és jótékony intézetei). Számos értekezése és beszéde jelent meg az Egerben, továbbá az Egri Egyházmegyei Közlöny és Elemi Tanügy c. lapokban, melyek közül a két utóbbinak alapítója és kiadója is volt.